# 安东尼奥·马罗韦利
安东尼奥·马罗韦利（義大利語：Antonio Marovelli，1896年7月4日—1943年8月13日），生于梅莱尼亚诺，意大利前男子竞技体操运动员。他曾获得1920年夏季奥运会体操比赛男子团体全能金牌。